# La Chanson de l'arbre
La Chanson de l'arbre est un livre pour les enfants de l'illustratrice Coralie Bickford-Smith en 2020. Il est publié aux éditions Penguin Books en Angleterre, puis aux éditions Gallimard en France. 

## Résumé
L'album raconte l'histoire d'un oiseau exotique et son amour pour un arbre en particulier. Cet arbre de la jungle, centenaire et magnifique, lui offre un refuge parfait, si bien que l'oiseau décide d'en prendre grand soin. Pour cela que l'oiseau refuse de partir en migration quand l'hiver arrive. 

## Critiques
En 2020, Creative Review mets en avant la capacité que le livre a d’emmener le lecture en voyage. The Guardian le désigne parmi les meilleure livre jeunesse 2020, notamment pour la poésie avec laquelle l'autrice met avant la beauté de la nature. Le Financial Times apprécie d'une part la beauté de l'album, d'une autre part l'un des sujets abordés par l'autrice : le besoin d'appartenir. 
Côté francophone, Télérama fait l’éloge de l'album en avril 2021 en lui attribuant la note « TTT » (« On aime passionnément »). Ce que le magazine met en avant est le talent de l'autrice pour « faire le grand écart entre le monde des grands et celui des petits », ainsi que la qualité picturale du livre, aussi bien dans son esthétique qu'en tant qu'objet (« souple comme un cahier de dessin, coloré comme un jardin  printanier, se tien si bien en main qu'on ne veut plus le lâcher »).
Le site Ricochet fait lui-aussi l'éloge de l'album, en appréciant la retranscription poétique du texte dans les images, ainsi que la mise en avant du « langage implicite qui existe entre animaux et végétaux ».